# Carpal boss
Beim Carpal boss (auch carpal bossing oder auf Französisch carpe bossu) handelt es sich um eine Schwellung am Handrücken im Bereich der Gelenke zwischen den Handwurzelknochen und den Mittelhandknochen des 2. oder 3. Strahls, den carpo-metacarpalen Gelenken und entsprechen Osteophyten an der dorsalen Gelenkseite bei beginnender Arthrose dieser durch Bänder stark fixierten und kaum beweglichen Gelenke.

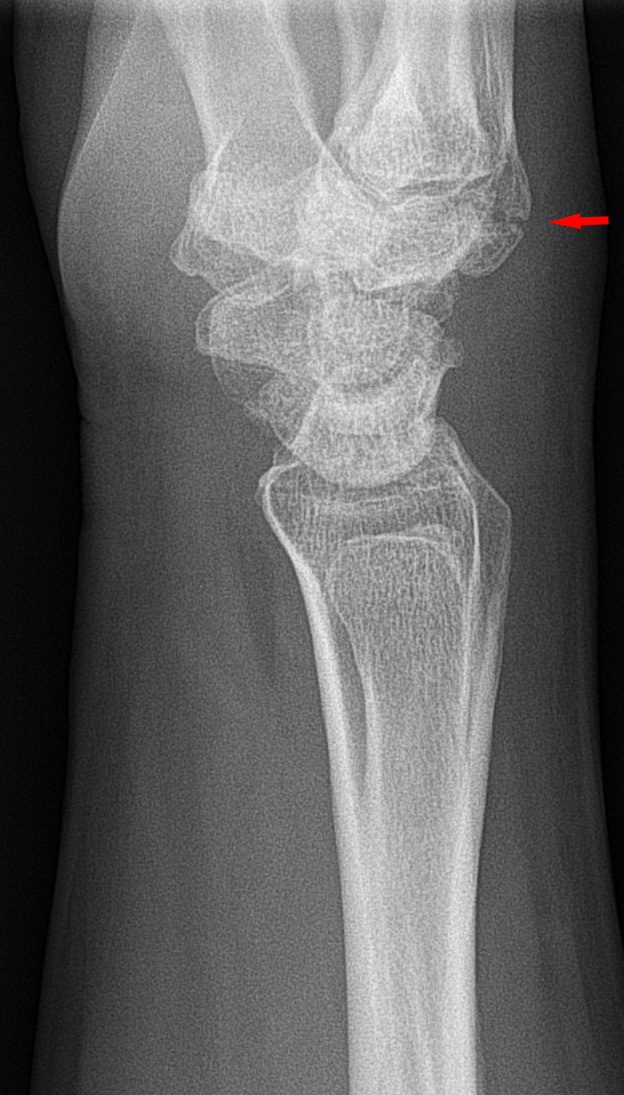
Carpal boss in der seitlichen Röntgenaufnahme der Handwurzel.
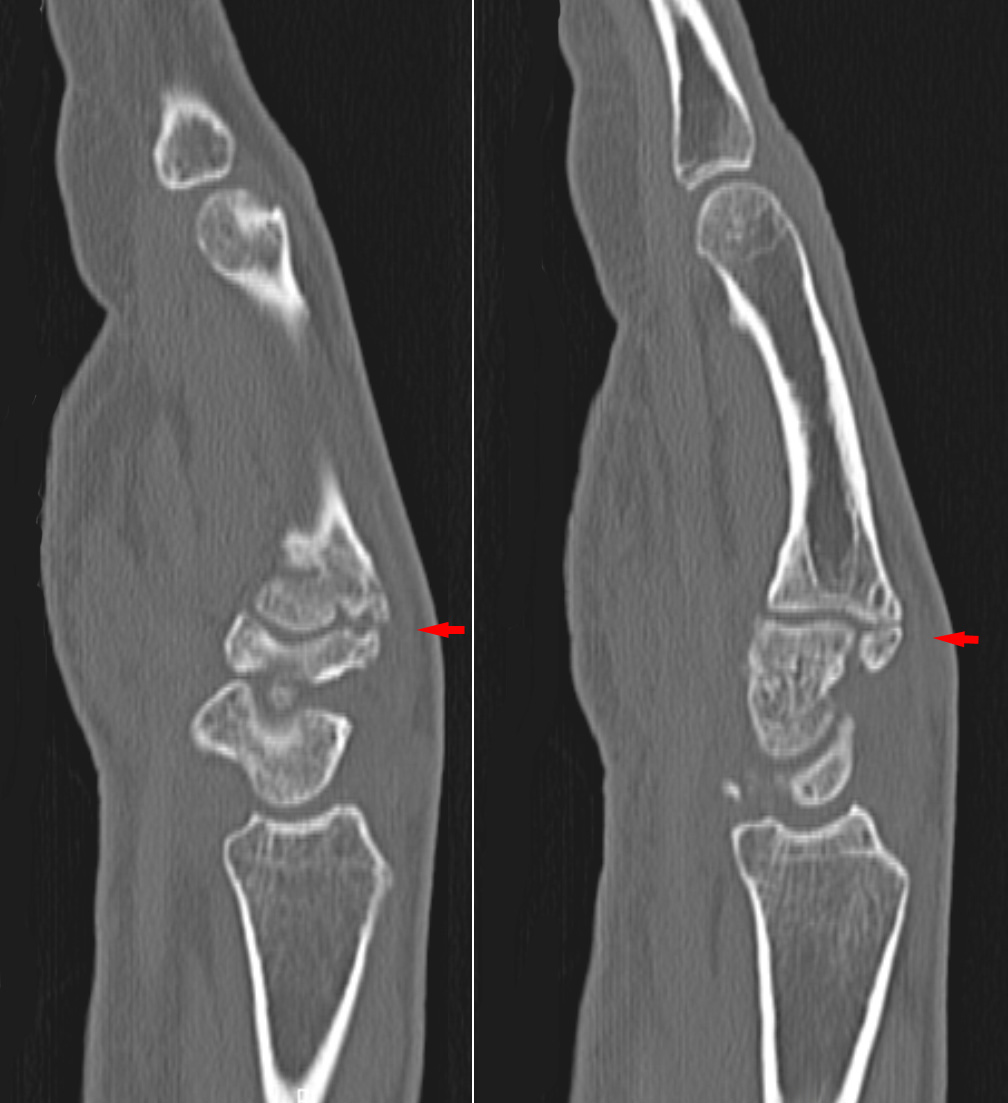
Carpal boss in der Computertomographie: 2 nebeneinander liegende Schichten einer sagittalen MPR.
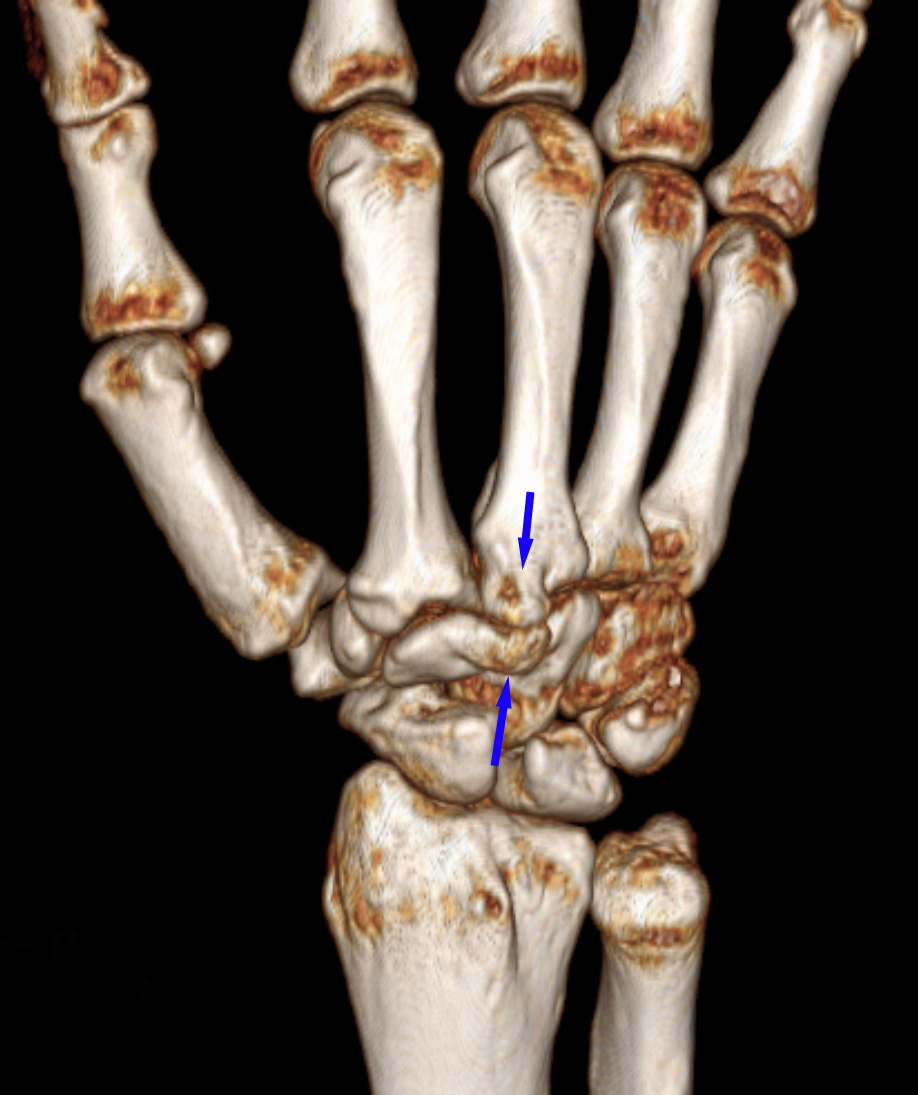
Carpal boss in der Computertomographie: VR-3D-Rekonstruktion. Pseudarthrotische Verbindung der Knochenvorsprünge am Os metacarpale 3 und am Os trapezoideum.

## Geschichte
Die Erscheinung wurde zum ersten Mal 1931 vom französischen Arzt J. Foille beschrieben, der sie bei sich selbst beobachtete.

## Symptomatik
In den meisten Fällen macht ein Carpal boss keine Probleme. Gelegentlich kann es jedoch zu einer oberflächlichen Reizung kommen, ebenso können die Fingerstrecksehnen gereizt werden, die teilweise direkt über den Carpal boss ziehen. Eine chronische Reizung der benachbarten Strecksehnen kann ebenfalls vorkommen.

## Differentialdiagnose
Differentialdiagnostisch müssen Ganglien bzw. Handgelenks-Zysten sowie Sehnenscheiden-Zysten und -Hygrome abgegrenzt werden, die auch gleichzeitig bzw. neben einem Carpal boss vorkommen können.